# Tanjung Kepayang (Pematang Tiga)
Tanjung Kepayang is een bestuurslaag in het regentschap Bengkulu Tengah van de provincie Bengkulu, Indonesië. Tanjung Kepayang telt 469 inwoners (volkstelling 2010).